# Pseudomys chapmani
Pseudomys chapmani és una espècie de mamífer rosegador de la família dels múrids. És endèmic de Pilbara (Austràlia Occidental). El seu hàbitat natural són els herbassars. És una espècie en risc mínim, és a dir, no sembla que hi hagi cap amenaça significativa per a la seva supervivència. Aquest tàxon fou anomenat en honor del naturalista australià Andrew Chapman.